# Verbascum chrysopolitanum
Verbascum chrysopolitanum är en flenörtsväxtart som beskrevs av K. H. Rechinger. Verbascum chrysopolitanum ingår i släktet kungsljus, och familjen flenörtsväxter. Inga underarter finns listade i Catalogue of Life.